# Жаљење
Жаљење је одговор на губитак, посебно неког живог бића које је преминуло, а са којим је настала веза или наклоност. Иако је конвенционално фокусиран на емоционални одговор на губитак, жаљење има и физичку, когнитивну, бихевиоралну, друштвену, културну, духовну и филозофску димензију. Често се користе као синоними, али се жаљење односи на стање губитка, а туга је реакција на губитак.
Жаљење повезано са смрћу је позната већини људи, али појединци жале због разних губитака током свог живота, попут незапослености, болести или прекида међуљудских односа. Жаљење се може класификовати као физичко или апстрактно. Физичко је повезано са нечим што појединац може додирнути или измерити, као што је губитак супружника смрћу, док су друге врсте губитка апстрактније и односе на аспекте друштвене интеракције особе.

## Реакције
Плакање је нормалан и природан део жаљења. Утврђено је, међутим, да плакање и разговор о губитку није једини здрав одговор и, ако је присиљен или претеран, може бити штетан. Одговори или радње особе у жалости, које је истраживач Џорџ Бонано назвао ружним суочавањем, могу изгледати контра–интуитивно или чак деловати дисфункционално, на пример, слављенички одговори, смех или пристрасност у тумачењу догађаја. Недостатак плакања је такође природна, здрава реакција, потенцијално заштитна за појединца, а може се посматрати и као знак отпорности.
Наука је открила да неки здрави људи који жале не говоре спонтано о губитку. Притисак на људе да плачу или препричају искуство губитка може бити штетан, док је истински смех здрав. Када вољена особа премине, није необично да ожалошћени пријаве да су „видели” или „чули” особу коју су изгубили. У истраживању из 2008. године, 27% испитаника који су изгубили вољену особу је рекло да имају такво искуство „контакта”.